# Friedrich Wilhelm Murnau
Friedrich Wilhelm Murnau, właśc. Friedrich Wilhelm Plumpe (ur. 28 grudnia 1888 w Bielefeld, zm. 11 marca 1931 w Santa Barbara, w Kalifornii) – niemiecki reżyser filmowy. Jego technika filmowania była przełomowa jak na owe czasy. Wprowadził opcje kamery ruchomej, rezygnując przy tym z kamery statycznej oraz rozpowszechnił wykorzystanie zoomu. Zginął w wypadku samochodowym.

## Życiorys
Friedrich Wilhelm Plumpe dorastał w rodzinie mieszczańskiej. Jego ojciec pracował w fabryce sukna, matka była nauczycielką. Gdy był młodszy, jego rodzice przeprowadzili się do Kassel, gdzie uczęszczał do gimnazjum. Później studiował filologię i historię sztuki w Berlinie i Heidelbergu. Podczas studiów zwrócił na niego uwagę znany niemiecki reżyser Max Reinhardt, który umożliwił mu studia w swojej szkole aktorskiej. Friedrich zaczął grać, był również asystentem reżysera. To wtedy przyjął pseudonim artystyczny Friedrich Murnau (od nazwy niemieckiej miejscowości Murnau am Staffelsee). Do jego ówczesnych przyjaciół należała między innymi malarka ekspresjonistyczna Else Lasker-Schüler, należąca do grupy artystycznej Der Blaue Reiter.
Podczas I wojny światowej służył najpierw w piechocie, następnie (od 1917) w lotnictwie. Pewnego dnia, nie wiadomo, czy umyślnie, czy w wyniku błędu nawigacyjnego, wylądował na terenie Szwajcarii, gdzie był internowany w mieście Andermatt. Jednak po wygranej w konkursie na patriotyczną sztukę teatralną mógł rozpocząć pracę w teatrze w Lucernie.
W 1919 Murnau powrócił do Berlina, by rozpocząć tam pracę filmowca. Jego pierwszy film o tytule Der Knabe ist Blau niestety zaginął, podobnie jak kilka z jego późniejszych filmów. Podczas kręcenia filmu Der Bucklige und die Tänzerin rozpoczął współpracę ze scenarzystą Carlem Mayerem, którego scenariusze posłużyły sześciu kolejnym filmom. Do innych artystów, którzy współpracowali z Murnauem, należą między innymi scenarzystka Thea von Harbou, operator Karl Hoffmann i aktor Conrad Veidt. Jego najsłynniejszym filmem z tego okresu jest Nosferatu – symfonia grozy (1922) z Maxem Schreckiem w roli głównej.
Sukces filmu zaowocował kontraktem z wytwórnią Universum Film AG, dla której nakręcił on najpierw w 1924 film Portier z hotelu Atlantic. Murnau wraz z operatorem Karlem Freundem wprowadził w tym filmie opcję ruchomej kamery, co umożliwiło uzyskanie nowych perspektyw, a także czyniło obraz bardziej subiektywnym, widzianym oczami jednego z bohaterów. Dzięki temu sposobowi kręcenia reżyser mógł prawie całkowicie zrezygnować z napisów pojawiających się między poszczególnymi scenami, co było nietypowe dla kina niemego. Swoją karierę w Niemczech zakończył Murnau dwoma filmami: Świętoszek i Faust.
Sukcesy w Niemczech i amerykańska ekranizacja Portiera... w 1925 zwróciły na Murnaua uwagę Hollywood. Murnau otrzymał propozycję kontraktu od amerykańskiego producenta Williama Foxa. Pierwszym amerykańskim filmem jaki nakręcił był Wschód słońca (1927). Obraz został uhonorowany trzema Oscarami podczas pierwszej edycji przyznawania tych nagród. Pomimo aplauzu ze strony krytyki film nie zaspokoił jednak materialnych potrzeb Foxa, w związku z czym Murnau częściowo stracił wolną rękę przy produkcji kolejnych tytułów. W swym następnym, dźwiękowym już filmie pt. Miejska dziewczyna, Murnau nie miał już żadnego wpływu na naniesiony w postprodukcji podkład dźwiękowy.

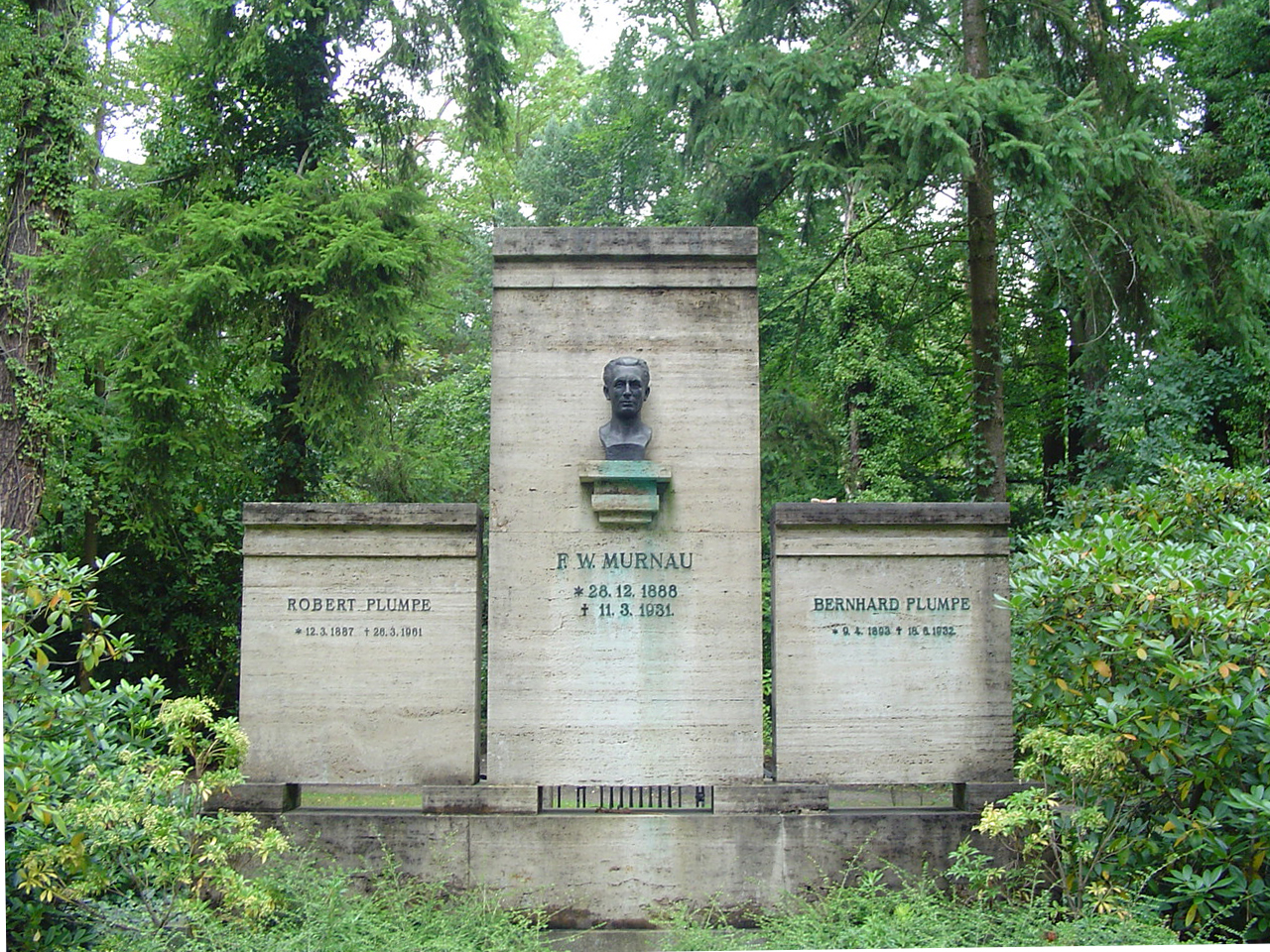
Grób reżysera na cmentarzu Südwestkirchhof Stahnsdorf

Rozczarowany realiami Hollywood Murnau zerwał kontrakt z Foxem i bezskutecznie próbował ponownie nawiązać współpracę z Universum Film AG. W końcu kupił sobie jacht i wyruszył na Tahiti, by wraz z dokumentalistą Robertem J. Flahertym nakręcić film według własnego wyobrażenia, zatytułowany Tabu. Na miejscu napotkali oni jednak sporo problemów, między innymi finansowych. Ostatecznie Murnau zerwał współpracę z Flahertym i samodzielnie podjął się produkcji. Film został ostatecznie zakupiony przez Paramount, która była tak nim poruszona, że zaoferowała reżyserowi dziesięcioletni kontrakt.
Murnau nie dożył jednak premiery, która odbyła się 1 sierpnia 1931. Wcześniej, 11 marca, jego przyjaciel stracił panowanie nad samochodem na przybrzeżnej drodze w Santa Monica i zderzył się czołowo z ciężarówką, Murnau siedział obok. Zmarł na skutek obrażeń w kilka godzin po wypadku.
Jego ciało zostało przewiezione do Berlina, został pochowany na cmentarzu Südwestkirchhof Stahnsdorf. Trumnę nieśli między innymi Carl Mayer i reżyser Fritz Lang.
Friedrich Murnau uchodzi za jednego z najważniejszych reżyserów okresu filmu niemego w Niemczech.

## Filmografia
- Der Knabe in Blau (Chłopiec w niebieskim, premiera 28 czerwca 1919)
- Santanas (premiera w styczniu 1920)
- Der Bucklige und die Tänzerin (Garbus i tancerka, premiera 8 lipca 1920)
- Der Januskopf (Głowa Janusa, premiera 17 września 1920)
- Abend - Nacht - Morgen (Wieczór - Noc - Poranek, premiera październik 1920)
- Sehnsucht (premiera 18 października 1920)
- Der Gang in die Nacht (Podróż w noc, premiera 13 grudnia 1920)
- Schloß Vogelöd (Zamek Vogelöd, premiera kwiecień 1921)
- Marizza (premiera 20 stycznia 1922)
- Nosferatu, eine Symphonie des Grauens (Nosferatu – symfonia grozy, premiera 5 marca 1922)
- Der brennende Acker (premiera 16 marca 1922)
- Phantom (Fantom, premiera 29 października 1922)
- Die Austreibung (premiera 23 października 1923)
- Die Finanzen des Großherzogs (premiera 7 stycznia 1924)
- Der letzte Mann (Portier z hotelu Atlantic, premiera 23 grudnia 1924)
- Herr Tartüff (Świętoszek, premiera 25 stycznia 1926)
- Faust (premiera 14 października 1926)
- Sunrise (Wschód słońca, premiera 23 września 1927)
- 4 Devils (Cztery diabły, premiera 3 października 1928)
- City Girl / Our Daily Bread (Dziewczyna z miasta / Nasz chleb powszedni, (premiera 19 maja 1930)
- Tabu (premiera 18 marca 1931)